# سان جوفاني جيميني
سان جوفاني جيميني (بالإيطالية: San Giovanni Gemini)‏ هي بلدية في مقاطعة أغريجنتو في صقلية الإيطالية.

## السكان
في سنة 1861 بلغ عدد السكان 3٬219 نسمة، وتطور العدد ليصل في سنة 2011 لـ 8٬127 نسمة.
يظهر هذا المخطط البياني تطور النمو السكاني لـ سان جوفاني جيميني